# Браян Паттерсон
Браян Паттерсон (англ. Bryan Patterson; 10 березня 1909 — 1 грудня 1979) — американський палеонтолог, працівник Музею природної історії Філда в Чикаго.

## Біографія
Браян Паттерсон був сином солдата, інженера та письменника Джона Генрі Паттерсона і Френсіс Грей Паттерсон, яка була однією із перших жінок, що здобула диплом юриста на Британських островах. У 1926 році він переїхав до району Гайд-парк в Чикаго, штат Іллінойс. Після прибуття в Чикаго Браян обійняв посаду препаратора хребетних у Музеї природної історії Філда. Він працював під керівництвом Елмера С. Ріггса, який у той час займався дослідженнями третинних ссавців Південної Америки. Завдяки самоосвіті Паттерсон швидко піднявся кар'єрними сходами й до 1937 року став куратором палеонтології.
У 1934 році він зустрів Берніс Кейн і одружився, а в 1938 році набув американське громадянство. Він служив у Європі в 1-ій піхотній дивізії армії США під час Другої світової війни й потрапив у полон до німців.
У 1942 році Паттерсона підвищили до куратора ссавців, і цю посаду він обіймав до 1955 року, коли залишив Музей Філда і став професором палеонтології хребетних у Музеї порівняльної зоології Гарвардського університету. У 1947 році він був призначений викладачем геології в Чиказькому університеті, паралельно з роботою в музеї. Як лауреат двох стипендій Гуггенхайма, він провів 1952—1954 роки в Аргентині, вивчаючи великі колекції, зібрані братами Амегіно. У 1958 році він повернувся до Аргентини з Альфредом С. Ромером, але цього разу для польових робіт у тріасових формаціях у пошуках рептилій, схожих на ссавців. У 1976—1977 роках він поїхав до Сан-Паулу в Бразилії, де працював з П. Е. Ванзоліні.
У 1970 році уряд Гватемали уклав контракт з ним на збір решток вимерлих ссавців у поселенні Естансуелі поблизу міста Гватемала. Вони були виставлені в невеликому музеї (названий Музеєм палеонтології Браяна Паттерсона), в якому експонували повний скелет мастодонта.

## Публікації
- Bryan Patterson: An adianthine litoptern from the Deseado formation of Patagonia. Results of the Marshall Field paleontological expeditions to Argentina and Bolivia, 1922-27. Field Museum of Natural History, 1940.
- Bryan Patterson: Cranial characters of Homalodotherium. Chicago, Field Museum of Natural History, 1934.
- Bryan Patterson: The internal structure of the ear in some notoungulates. Results of the first Marshall Field paleontological expedition to Argentina and Bolivia, 1922–24. Chicago, 1936
- Bryan Patterson: A new phororhacoid bird from the Deseado formation of Patagonia. Results of the Marshall Field paleontological expeditions to Argentina and Bolivia, 1922–27. Chicago: Field Museum of Natural History, 1941.
- Bryan Patterson: Some notoungulate braincasts. Results of the Marshall Field paleontological expeditions to Argentina and Bolivia, 1922–27. Chicago: Field Museum of Natural History, 1937
- Bryan Patterson: Trachytherus, a typotherid from the Deseado beds of Patagonia. Results of the first Marshall Field paleontological expedition to Argentina and Bolivia, 1922–24. Chicago: Field Museum of Natural History, 1934
- Bryan Patterson: Upper premolar-molar structure in the notoungulata with notes on taxonomy. Chicago: Field Museum of Natural History, 1934.